# Masyw Vinsona

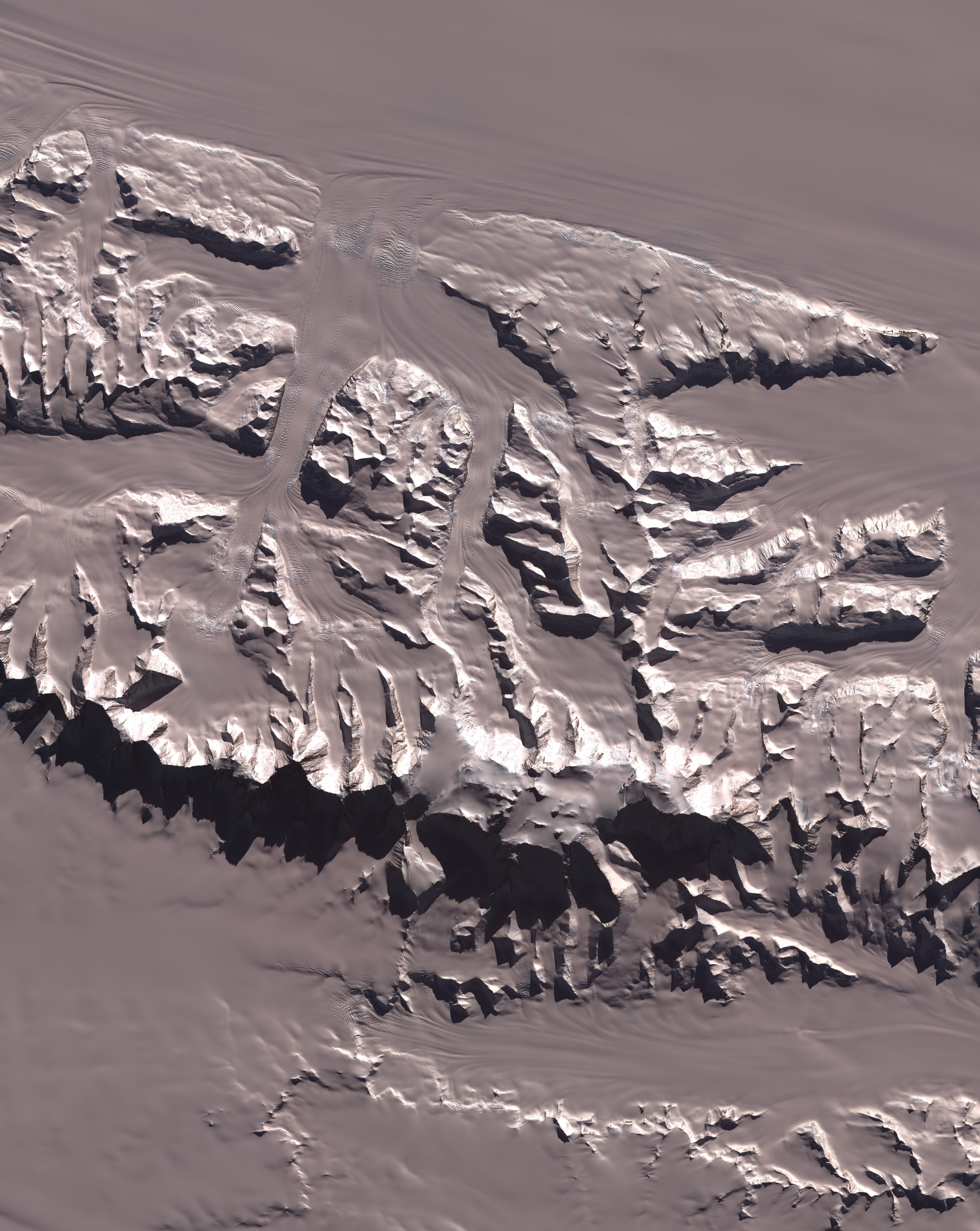
Zdjęcie NASA Masywu Vinsona

Masyw Vinsona (ang. Vinson Massif, także czasem Mount Vinson) – masyw górski w Górach Ellswortha w Antarktydzie Zachodniej – najwyższe wzniesienie kontynentu, zaliczane do Korony Ziemi; ósmy pod względem wybitności szczyt świata.

## Nazwa
Nazwa upamiętnia amerykańskiego polityka Carla Vinsona (1883–1981), który zasiadał w Izbie Reprezentantów jako przedstawiciel Georgii i przewodniczył najpierw jej komisji ds. morskich a później komisji ds. sił zbrojnych, wspierając amerykańską eksplorację Antarktydy w latach 1935–1961 .

## Geografia
Masyw Vinsona leży w północnej części Gór Ellswortha w Antarktydzie Zachodniej w paśmie Sentinel Range . Jest to rozległy masyw górski, ma ok. 21 km długości i 13 km szerokości. Wznosi się na wysokość 4892 m n.p.m., stanowiąc najwyższe wzniesienie kontynentu  zaliczany jest do Korony Ziemi . Stanowi ósmy pod względem wybitności szczyt świata.

## Historia
Masyw Vinsona został po raz pierwszy dostrzeżony podczas amerykańskich lotów zwiadowczych ze stacji Byrd w styczniu 1958 roku . Masyw został sfotografowany z powietrza i dokładnie zmapowany w latach 1958–1961. Nazwa Masyw Vinsona została nadana w 2006 roku.
Szczyt po raz pierwszy zdobyła w grudniu 1966 roku ekspedycja amerykańska prowadzona przez Nicholasa Clincha (1930–2016).
W latach 1985–1986 rozpoczęto pierwsze komercyjne wyprawy na szczyt. Zarówno relatywnie łatwa trasa wspinaczki, jak i przewidywalna pogoda w regionie sprzyjają udanym wyprawom. W 1985 roku po raz pierwszy z Masywu Vinsona zjechali na nartach Martym Williams i Pat Morrow. Pierwszego zjazdu na snowboardzie dokonał w 1999 roku Stephene Koch. W 1988 roku ze szczytu odbył pierwszy lot na paralotni Vernon Tejas.
Pierwszego polskiego wejścia dokonała 16 stycznia 1995 roku Mariola Popińska z Zakopanego.